# فرد تشيستر بوند
فرد تشيستر بوند (بالإنجليزية: Fred Chester Bond)‏ هو مهندس معادن ‏ ومهندس أمريكي، ولد في 10 يونيو 1899 في غولدن في الولايات المتحدة، وتوفي في 23 يناير 1977 في توسان في الولايات المتحدة.